# Monastero di San Salvatore a Fontebona
Il monastero di San Salvatore a Fontebona si trova a Badia Monastero nel comune di Castelnuovo Berardenga.

## Storia e descrizione
Fondato nell'867 da Wiginisio, comes senese (conte di Siena), capostipite della famiglia di origine salica detta successivamente Berardenga o Berardenghi, nel XIX secolo fu trasformato in villa.
La chiesa presenta un impianto a croce latina, con una navata di breve sviluppo, perché accorciata per creare un accesso diretto al chiostro.
In origine la facciata si attestava all'alta torre campanaria, una delle più belle del Senese. La parte presbiteriale conserva i caratteri romanici, con i bracci del transetto coperti con crociere, l'abside semicircolare e la cupola ellittica protetta esternamente da un tiburio ottagonale. La plastica dei capitelli, la decorazione esterna ad arcate cieche, la presenza di rombi e di tondi scorniciati, un accenno di bicromia denunciano un'influenza pisana.
Più antica della chiesa appare la cripta, appartenuta a un edificio precedente.

## Opere già in loco
- Maestro di Tressa, Paliotto del Salvatore, oggi alla Pinacoteca nazionale di Siena